# Jeanne Barret (PM43)
La Jeanne Barret (PM 43) est un patrouilleur des Affaires Maritimes basé au port du Havre.  

## Description

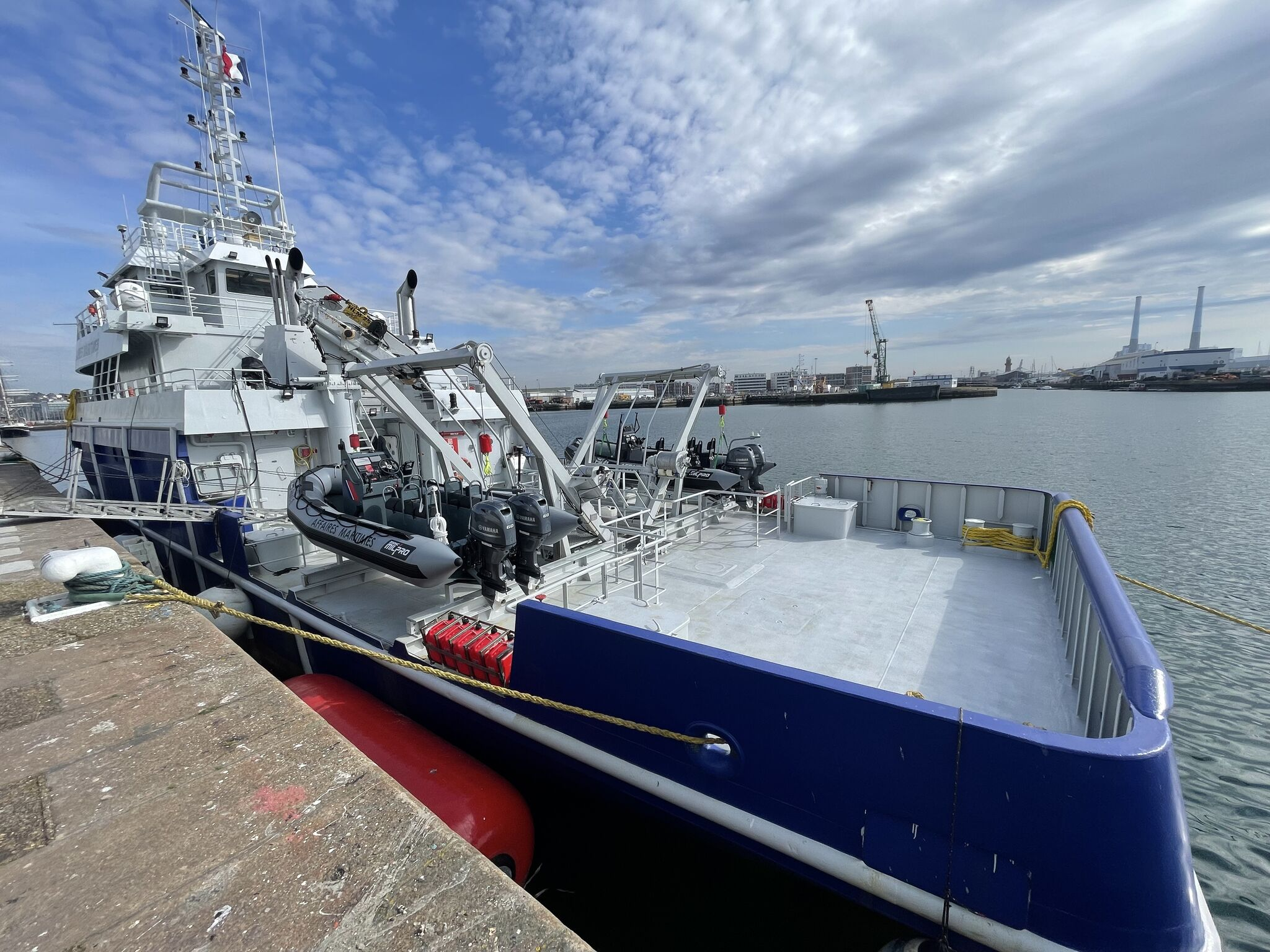
Vue du pont arrière avec les deux bossoirs

Ancien navire de ravitaillement offshore de l'armateur néerlandais Groen, il a été racheté fin 2020 par l'État français. Il a été adapté à sa future mission par le chantier Socarenam de Boulogne-sur-Mer, comprenant principalement l'installation de bossoirs pour la mise à l'eau d'embarcations semi-rigides. Arrivé au Havre, son port d'attache le 4 mars 2022,  il a été baptisé le 11 mars, du nom de Jeanne Barret, exploratrice et botaniste française et première femme à avoir fait le tour du monde lors de l’expédition de Bougainville entre 1766 et 1769. Sa marraine est la navigatrice Clarisse Crémer.
Son équipage est composé de 15 marins. Il succède à la vedette des Affaires maritimes Armoise qui était basée à Boulogne et a été transférée à la Gendarmerie maritime à Lorient en novembre 2021.